# Мейн Кун
Мейн Кун (на английски: Maine Coon), позната също като американска дългокосместа (на английски: American Longhair), е най-голямата порода домашни котки, сред първите породи котки в САЩ и цяла Северна Америка и по-специално щата Мейн, откъдето идва името ѝ.
Котката Мейн Кун също е сред символите на щата. Предполага се, че породата е възникнала от съчетание между съществуващи късокосмести домашни котки и привнесени от моряци дългокосмести (вероятно ангорска).

## Външен вид
Мейн Кун има отличителен външен вид на малък рис. Достига големи размери, масивна и мускулеста е, с дебела и дълга опашка. Мъжките тежат средно от 8,2 до 10 kg, а женските – от 5,4 до 6,8 kg. Мейн Кун достига пълния си размер между третата и петата година. Породата е адаптирана към суров климат. Нейната лъскава и водоустойчива козина не присъства при друга порода домашни котки. Отдолу козината е пухкава, за да предпазва от влага и сняг, а отгоре къса и гладка, за да се промушва лесно из храстите. Дългата, гъста опашка, която котката обвива около себе си, когато спи, предпазва допълнително от студ. Ушите също са силно обрасли за предпазване от студа (както отвътре, така и по върховете) и имат широк обхват на движение. Големите заоблени лапи служат като снегоходки. Очите са големи, осигуряващи чудесно зрение. Сравнително дългата, квадратна муцуна улеснява захващането на плячката и лоченето на вода от поточета и локви. Единственият физиологичен недостатък е, че сърцето е сравнително малко за размера ѝ и при по-големи натоварвания може да не издържи.

## Характер
Много дружелюбна. Издръжлива и активна. Свикнала да живее при по-суров климат и да води нелек живот, тя обича да спи в особени пози и на странни места. Обича да играе, има тих, приятен глас. Нуждае се от повече пространство. Прекрасно се разбира с деца, но като цяло е срамежлива и деликатна. Има добър характер, много е умна, лесно се адаптира и не се нуждае от особени грижи. Разбира се и с други животни, обича да си играе дори с кучета.